# 中法海洋卫星
中法海洋卫星（China France Oceanography Satellite，简称CFOSAT）是中法两国合作研制的首颗人造卫星。该卫星于2018年10月发射，首次实现了海面风和海浪的大面积、高精度的同步联合观测。CFOSAT的轨道为极轨道（97.465°倾角），高度约为519公里，与太阳同步，轨道周期约为13天。

## 有效载荷
中法海洋卫星携带两个有效载荷，即SWIM（Surface Waves Investigation and Monitoring）和SCAT（Scatterometer）。
SWIM用于观测海浪，是一种星载波谱散射仪，具有50×50km²至70×70km²的面元分辨率。它采用Ku波段（13.575GHz）真实孔径雷达，以0°、2°、4°、6°、8°和10°等6个入射角依次照射表面。每个光束的仰角和方位角为1.5°至1.8°。其中，0°波束用于估计风和海浪参数，而6°、8°和10°波束用于估计海浪谱。